# Haarby Efterskole
Haarby Efterskole ligger i byen Haarby på Vestfyn i Assens Kommune i Region Syddanmark. Haarby Efterskole blev grundlagt i 1999 af Henning og Else Madsen. Haarby Efterskole blev etableret i et nedlagt plejehjem, som efterfølgende er moderniseret og udbygget.
Efterskolen har i dag plads til 120 elever fordelt på 40 værelser. Haarby Efterskole er en fri og uafhængig skole.
Haarby Efterskole er en 10.klasses sports- og sprogefterskole.
Den sportslige profil indebærer, at der udbydes badminton, fodbold, håndbold og moderne dans som linjefag.
Haarby Efterskole er certificeret Cambridge Center, og udbyder engelsk på Cambridge og tysk på Goethe niveau. Derudover undervises der i tysk og spansk – alle elever skal have 2 fremmedsprog.

## Boglige
Haarby Efterskole lægger vægt på den boglige del og læringsmiljøet. Alle elever skal have undervisning i tre fremmedsprog, derudover undervises der i dansk, kulturfag, fysik og matematik.
Haarby Efterskole er certificeret Cambridge Center, og udbyder engelsk og tysk på Cambridge niveau.
Alle elever forventes at aflægge 10. klasses eksamen ved skoleårets udgang.

## Sport
Haarby Efterskole er en idrætsefterskole, hvilket indebærer at alle elever skal have et idrætslinjefag, der går igen hele året. Derudover skal der vælges to valgidrætsfag. Skolen udbyder fodbold, håndbold, badminton og moderne dans som linjefag. Alle linjefag kan vælges af både drenge og piger. En uge om året bliver alle elever undervist på ski og snowboard i Hemsedal i Norge.